# Plectranthias retrofasciatus
Plectranthias retrofasciatus là một loài cá biển thuộc chi Plectranthias trong họ Cá mú. Loài này được mô tả lần đầu tiên vào năm 1979.

## Phân bố và môi trường sống
P. retrofasciatus có phạm vi phân bố nhỏ hẹp ở vùng biển Tây Nam Thái Bình Dương. Loài này được biết đến chủ yếu tại New Caledonia, nơi các mẫu vật được thu thập để dùng cho việc mô tả chúng. Kể từ những năm 2010, loài cá này được ghi nhận thêm tại đảo Lady Elliot (ngoài khơi bang Queensland, Úc); phía bắc đảo Sulawesi, (Indonesia); quần đảo Tuamotu (Polynesia thuộc Pháp), với độ sâu được tìm thấy trong khoảng 200 m. Loài này sống xung quanh các rạn san hô và đá ngầm ở vùng nước sâu.

## Mô tả
Mẫu vật có chiều dài cơ thể lớn nhất dùng để mô tả P. retrofasciatus với kích thước được ghi nhận khoảng 6,2 cm. Các mẫu vật đã được bảo quản trong rượu có màu trắng nhạt. Màu sắc khi các mẫu vật còn tươi: màu hồng nhạt với hai thanh sọc cam nổi bật: một đi từ rìa vây lưng đến phía trước vây hậu môn, và một ở trên cuống đuôi. Nửa đầu trên và thân trước có màu đỏ cam sẫm với cá đốm vàng. Phía trên vây ngực có các đốm nhỏ màu vàng rải rác. Vây bụng dài, gần vươn tới được hậu môn. Vây đuôi được khía rãnh.
Số gai ở vây lưng: 10 (gai thứ 3 hoặc 4 thường dài nhất); Số tia vây mềm ở vây lưng: 16; Số gai ở vây hậu môn: 3; Số tia vây mềm ở vây hậu môn: 7; Số tia vây mềm ở vây ngực: 13; Số tia vây mềm ở vây đuôi: 15; Số vảy đường bên: 29.